# Artomyces tasmaniensis
Artomyces tasmaniensis är en svampart som beskrevs av Lickey 2003. Artomyces tasmaniensis ingår i släktet Artomyces och familjen Auriscalpiaceae.   Inga underarter finns listade i Catalogue of Life.